# Heinrich Köhler (Philatelist)
Heinrich Köhler (* 24. März 1881 in Darmstadt; † 21. Juni 1945) war ein deutscher Philatelist, Juror und Auktionator; er gründete das erste deutsche Briefmarken-Auktionshaus.

## Leben
Als Sohn des Opernsängers Bernhard Köhler und dessen Frau Ida wuchs er zuerst in Darmstadt, später von 1883 bis 1892 in Leipzig auf. In Leipzig besuchte er die Schule und war Mitglied des Thomanerchor.
Später in Köln besuchte er bis ca. 1896 ein Gymnasium. 1897 begann er eine Lehrzeit bei dem Kölner Briefmarkenhändler August Wilhelm Drahn.
Nach Abschluss der Lehre begab sich Köhler mit seinem Cousin Josef Rener auf eine Reise nach Nicaragua. Nach der Rückkehr im April 1901 arbeitete er für drei Jahre als Briefmarkenhändler in Köln.
Mit Gérard Gilbert gründete er Ende 1903 das Unternehmen Gilbert & Köhler in Paris. Am 7. Oktober 1904 heiratete Heinrich Köhler Anna Rener. Gemeinsam hatten sie zwei Kinder: Tochter Renée, geb. am 26. November 1907, und eine weitere Tochter namens Henriette, geb. am 17. Oktober 1909, beide in Paris. In den 1920er Jahren hatte Heinrich Köhler eine Beziehung mit seiner Sekretärin Lina Bereiter. Hieraus ging ebenfalls eine Tochter hervor.
Beide Inhaber begannen 1908 mit Versteigerungen. Bis Anfang 1913 führten sie gemeinsam 40 Auktionen durch, dann trennten sie sich.
Heinrich Köhler begann neu in Berlin und führte dort seine erste Auktion am 13. April 1913 durch und gründete das Briefmarken-Auktionshaus Heinrich Köhler. Bis Ende des Zweiten Weltkrieges sollten es insgesamt 116 werden.
Berühmte Sammler ihrer Zeit, wie Philipp von Ferrary, Baron Rothschild und House of Fabergé Agathon Fabergé, der Hofjuwelier des russischen Zaren, besuchen ihn in Berlin. Weitere bekannte Sammler werden seine Freunde, wie Gaston Nehrlich, Alfred Lichtenstein, Konsul Weinberger und Oberländer. König Georg V. und  Carol II. von Rumänien, oder auch Simon Wiesenthal  sind Gäste und Kunden des Heinrich Köhler-Auktionshauses.
Heinrich Köhler hat sich intensiv mit Fälschungen und Fälschern befasst. 1925 eröffnete er eine offizielle Prüfstelle, nachdem er bereits Jahre zuvor, Gutachten für bei seiner Firma erworbene Marken ausgestellt hatte. Ihm gelang es, 1925/1926 Rudolf Siegel, einen namhaften Berliner Auktionator, des Vertriebs und der Herstellung von (Ver)fälschungen zu überführen. 1926 entwickelte er ein „Prüfstempelsystem“. In den 1930er-Jahren war er Mitglied der Oberprüfstelle der Verbände.
Sein Haus war offizieller Auktionator der IPOSTA Berlin 1930. Außerdem war er seit 1934 als beeidigter Sachverständiger der „Berliner Gerichte“ (Landgerichte I, II und III) und als öffentlich bestellter Sachverständiger der IHK Berlin tätig. Er besaß eine große Fälschungssammlung, in der die Fälschungen von Goegg-Mercier, Hirschburger, dem Vorgänger und Nachfolger von Fournier, und viele „Ferraritäten“, aber auch Fouré-Fälschungen dokumentiert waren. Der bekannte Prüfer Fritz Starauschek, der spätere Leiter der Oberprüfstelle in der DDR gehörte zu seinen Mitarbeitern. Heinrich Köhler war seit den 1920er-Jahren Juror u. a. in Paris, Monaco 1928, Berlin – IPOSTA 1930, WIPA 1933, OSTROPA 1935).
Die Zeit des Dritten Reichs versuchte er sich aus der Politik herauszuhalten. Seine Tochter Renée hatte einen jüdisch-russischen Emigranten geheiratet. Er sah sie das letzte Mal bei der PEXIP in Paris wieder. Köhlers Geschäft in der Friedrichstraße 166, welches noch vor Kriegsende stark beschädigt wurde, führte nach seinem Tod seine Frau Anna zusammen mit ihrer jüngeren Tochter Henriette und ihrem Schwiegersohn Hans Schmidt ab 1948 weiter.

## Publikationen
- Herausgeber Catalogue Illustré des Timbres Fiscaux de Grand Bretagne[4]
- Herausgeber und Autor von Köhlers Philatelistisches Magazin (11 Nummern zwischen 1925 und 1936 in Berlin erschienen)[5]
- Die deutschen Kolonial-Vorläufer und diesbezüglichen Seepoststempel. Verlag Heinrich Köhler, 1932

## Exponate
- Auszeichnungen in Straßburg und New York (1926)

## Ehrungen
- Heinrich Köhler ist das Porträt einer Philatelistentagskarte anlässlich des 33. Philatelistentages 1927 Berlin gewidmet.[5]
- 19. Januar 1929 (DdS: 1930) Berufung zum korrespondierenden Mitglied der Academie de Philatelie in Paris.[5]
- 1932 Roll of Distinguished Philatelists London (bei der Verleihung in Brighton betonte er die hohe Ehre für die deutsche Philatelie, da der englische Kongress innerhalb von zwei Jahren gleich zwei deutsche Philatelisten, neben ihm auch Herbert Munk 1931 zur Eintragung berufen habe).